# Caisse en libre-service
La caisse en libre-service ou caisse libre-service est un système permettant au client de scanner les produits qu'il souhaite acheter en libre-service, en utilisant un lecteur de code-barres directement à la caisse. Il est parfois confondu avec le libre scannage ou autobalayage pour lequel le listage des produits se fait au fur et à mesure du remplissage du chariot. Bien que le terme idoine soit celui de caisse en libre-service, un glissement sémantique s'est opéré au cours de ces dernières années dans les médias spécialisés, ainsi que généralistes, et qui a donné lieu à une utilisation plus accrue du vocable de caisse automatique au détriment de celui de caisse en libre-service.

## Positionnement

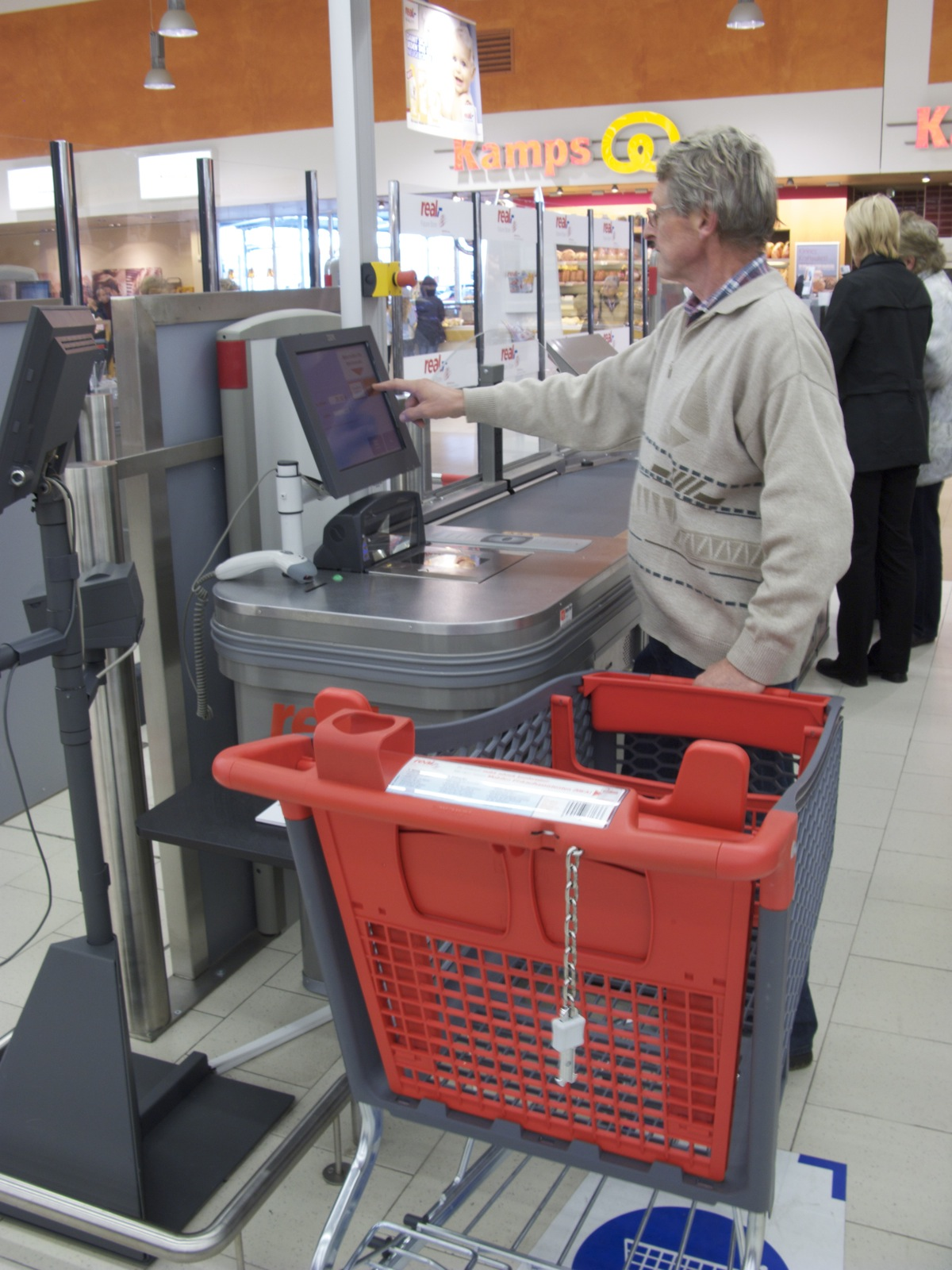
Un homme utilisant une caisse en libre-service dans un supermarché.

En général, les caisses en libre-service sont déployées dans les grandes surfaces et sont fréquentées par des clients achetant peu, par exemple les supermarchés du centre de grandes villes. En 2004, au début du déploiement en  France, une caisse en libre-service coûtait alors plus de 20 000 euros contre 11 000 euros pour une solution classique. Pour des raisons d'investissement, cette solution est proposée par de grands groupes ou leurs filiales.  Par exemple en France en 2019, les grands hypermarchés sont presque tous équipés de ce type de caisse : 100 % des Cora, 99 % des Auchan ou 95 % des Hyper U, le pourcentage des supermarchés équipés est moins élevé 74% des Monoprix, 69 % des supermarchés Casino.
Les opérations sont effectuées par une seule et même personne. Ce système a pour intérêt un passage à la caisse plus rapide pour un petit nombre d'articles à scanner. Un nombre maximal d'articles peut à cette fin être indiqué en début de file pour le passage à ce type de caisse. Par exemple, Il peut être réservé aux paniers de moins de dix articles. En effet, le système n'est rentable pour le magasin et préférable pour le client que s'il dispose de peu d'articles : leur grande quantité ralentirait les opérations de toute la file. Selon Olivier Dauvers, expert grande distribution.« Pour des gros chariots quand vous avez des dizaines d'articles, une caissière ira tellement plus vite que vous pour les encaisser (...) que vous continuerez à fréquenter des caisses traditionnelles" ».

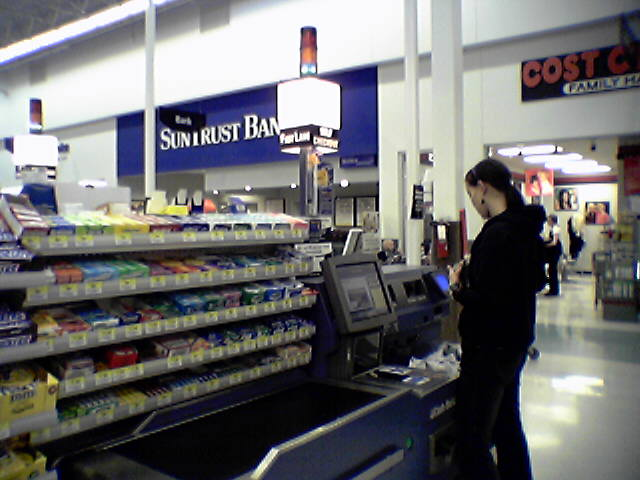
Cliente utilisant un système NCR.

## Équipement

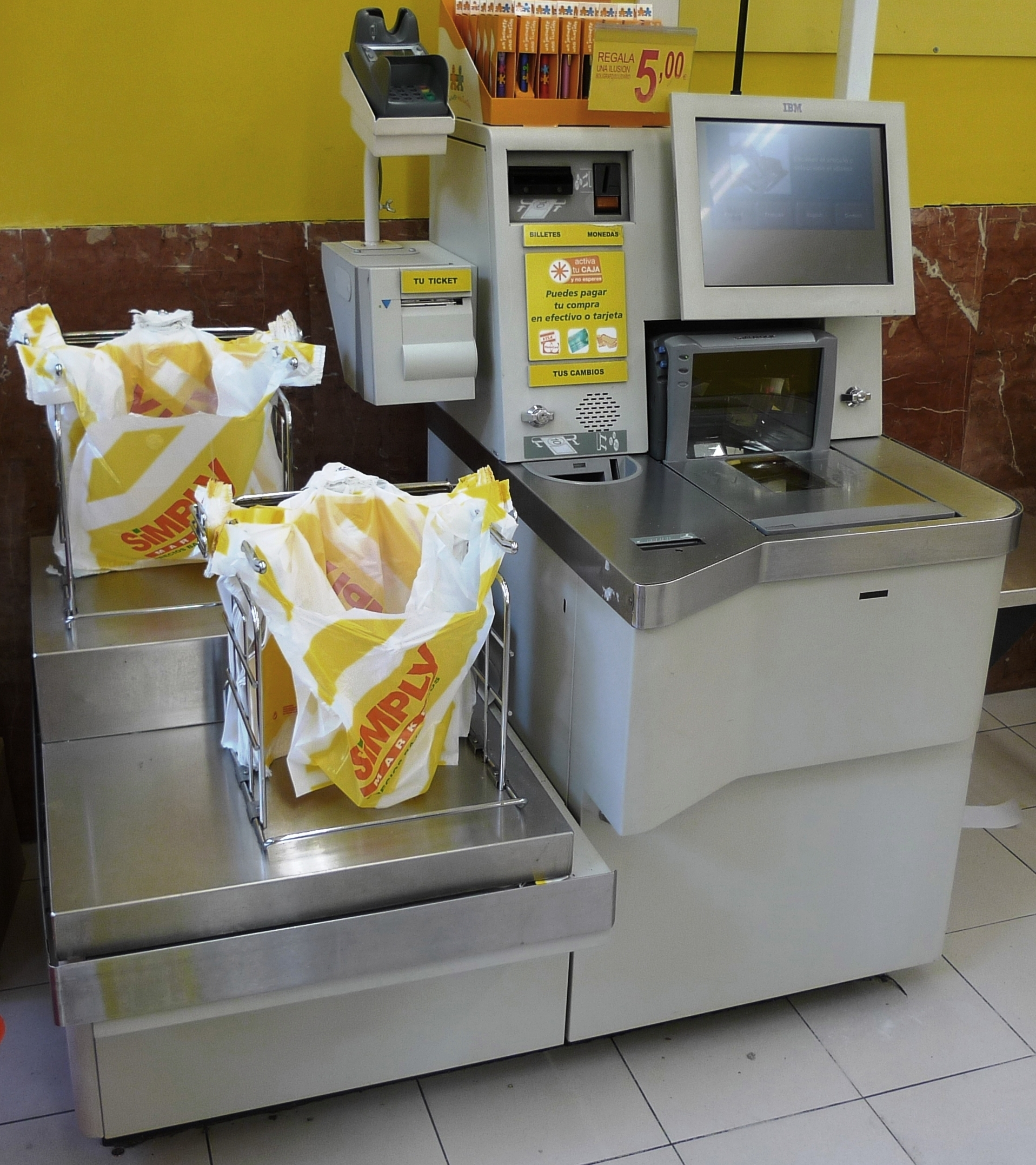
Une caisse en libre-service dans un Simply Market à Madrid, Espagne.

L'appareil principal est un ensemble composé de :
- un support (tablette) pour que le client dépose les produits avant de les scanner ;
- un écran tactile disposant d'une interface simplifiée ;
- un lecteur de code-barres, fixe ou sous forme de douchette ;
- un support où les produits sont déposés l'un après l'autre après avoir été scannés ;
- une ou plusieurs interfaces de paiement (carte de paiement, billets et pièces).

## Marche à suivre
L'utilisateur des caisses en libre-service n'a pas besoin d'inscription ni d'abonnement particulier. Le client choisit les produits dans le magasin (en tenant compte des éventuelles restrictions : volume, poids, catégories, etc.). Lors du passage à une caisse en libre-service, le client a le rôle d'hôte de caisse :
- ouverture d'un cas d'utilisation en tant que nouveau client
- analyse du code-barres du produit, précision éventuelle de la quantité
- ajout du produit sur la balance, jusqu'à reconnaissance par la machine
- répétition pour chaque autre produit
- fin des produits, demande de facturation
- choix du mode de paiement, utilisation éventuelle de la carte du magasin
- paiement direct ou par l'intermédiaire d'un hôte de caisse.

Une fois le paiement effectué, le client peut sortir du magasin avec ses produits.

## Historique et évolution
David R. Humble est l’inventeur des caisses en libre-service. L’idée lui est venue en 1984, alors qu’il faisait la queue dans un magasin en Floride[réf. nécessaire]. L’appareil est devenu populaire dans les années 1990.
Le premier supermarché à s’équiper est un Price Chopper new yorkais. En 1996, les chaînes Kroger et Walmart déploient les caisses. Les fabricants de matériel NCR et IBM font évoluer et améliorent le système. Marks and Spencer sera Le premier supermarché européen à tester le nouveau concept.
En France, les clients d'Auchan et de Casino découvraient les premières caisses en libre-service en 2004
En 2013, on dénombrait plus de 200 000 appareils dans le monde, et ce nombre n’a eu de cesse depuis d’augmenter. Un brevet d’une de ces machines déposé aux États-Unis en 2015 montre comment l’utilisateur peut effectuer ses paiements lui-même.
Plusieurs enseignes ont fait le pari de magasins ne disposant que de caisses en libre-service. Red Market (nl), lancé en Belgique en 2009, avec 100 % de caisses en libre-service, Fresh & Easy (en), lancée par Tesco en 2006, lequel ne sera rentable qu’à partir de 2013, et l’Intermarché de Rennes Longs Champs en 2009, qui essaiera un système composé très majoritairement de caisses en libre-service, avant d’en constater l’échec et de se réorienter vers des caisses traditionnelles.
Depuis, de nombreuses modifications ont été apportées à ces systèmes, notamment en Angleterre, où les usagers se plaignaient des voix trop agressives des machines à Tesco.
L'évolution engagée par les distributeurs se poursuit, certains magasins poussent l'automatisation encore plus loin, en proposant un système sans caisse et donc à fortiori sans hotes de caisse, comme chez Amazon Go. Des magasins gérés presque entièrement par des robots... Le modèle imaginé par la multinationale Amazon pose la question de la disparition des emplois non qualifiés. La technologie utilise des capteurs et des caméras connectées comme dans les voitures autonomes. Ce système est également installé sur les plafonds et les étagères des supérettes Amazon Go.  Amazon le propose aux autres distributeurs. En décembre 2016, l’ouverture par Amazon d’un nouveau concept de supermarché sans caisse aux États-Unis à Seattle peut être le début d'une rupture dans la grande distribution. Depuis, Amazon a déployé plus de 20 Amazon Go aux États-Unis. À Londres, le premier magasin de ce type ouvre ses portes  en mars 2021. Au cours des trois prochaines années, 260 supermarchés Amazon Go pourraient être installés au Royaume-Uni .
En novembre 2021, après Amazon aux États-Unis et au Royaume-Uni, mais aussi Auchan en France, Carrefour lance sa première supérette sans caisses à Paris. Dans un magasin test de 50 mètres carrés, 60 caméras filment en permanence les actions des clients, tandis que des balances connectées équipent les étagères pour mesurer le poids enlevé.
À plus long terme, l'identification par radiofréquence (RFID) est une autre direction possible pour la recherche de productivité de la grande distribution. Les puces RFID, dotées d'une antenne incorporée à l'emballage des produits, pourraient remplacer les codes-barres. Libéré des caisses en libre-service, le client ou l'hôte de caisse n'auront pas besoin de sortir du chariot les articles. La lecture des prix serait complètement automatisée.

## Processus d’adoption
Le travail qui était effectué par les caissières ne disparaît pas mais est à la charge du client, qui est aidé et/ou surveillé dans ses opérations par un hôte de caisse complété par le personnel de surveillance pour s'assurer qu'il fait bien son « nouveau travail »,.
Ce travail à la charge du client est qualifié de travail fantôme par Ivan Illich, dans son livre éponyme,.

### Par les clients
L'adoption des caisses en libre service par les clients a été lente, comme l'a démontré la chercheuse Sophie Bernard en 2012, qui questionne notamment les conséquences de la généralisation et de la diffusion des caisses en libre-service concernant le métier de caissière. Cette innovation dans une activité de service enrôle en effet les clients, dont certains ne veulent pas contribuer à la disparition des emplois de caissières et chez qui il faudrait développer des pratiques utilisatrices. Les caissières seraient, elles, plutôt résignées face à cette technologie qui peut menacer le métier, mais pas forcément leur emploi immédiat, compte tenu de la stratégie de déploiement progressif pratiquée par les enseignes. Les travaux de Sophie Bernard, soulignent que les failles et autres bugs technologiques de ces dispositifs, couplés au peu d'expérience de manipulation des clients, leurs écarts de conduite, par rapport à la marche à suivre prévue par les gestionnaires, nécessitent constamment une présence humaine.
Des études en 2014 ont été effectuées sur le plan des processus d’adoption par les clients des caisses en libre-service. Un article interroge ainsi par exemple le regard porté par les clients sur ce dispositif et leur disposition à l’utiliser.  Partant du cas d’Auchan, ses auteurs ont distingué trois phases : une phase d’appropriation, où les clients sont dubitatifs, mais curieux à l’idée d’effectuer eux-mêmes leurs courses ; une phase d’objectification, où les clients cherchent par exemple à donner un nom à la machine et analysent ses différentes parties en essayant de comprendre son fonctionnement ; et une phase d’incorporation, au cours de laquelle les clients assimilent les gestes simples liés à l’objet. Les clients expriment généralement l’impression d’un gain de temps, d’un meilleur contrôle et d’une certaine autonomie.
Une étude de l’université de Berne a montré que les consommateurs ayant recours aux caisses en libre-service  appréciaient surtout le gain de temps possible en comparaison des caisses traditionnelles. Une autre étude sur la ville de Zurich a souligné une forte utilisation durant les heures de pointe, soit entre sept et neuf heures le matin, et entre cinq et sept le soir, pour un gain de temps d’une minute en moyenne.

### Par les caissières/caissiers
L'étude qui a été menée conjointement en 2016 par des chercheurs de l’ETH, des universités de Saint-Gall et de Munich dans plusieurs commerces de détail de la ville de Zurich en Suisse a souligné les inquiétudes du personnel face à ces caisses en libre-service, en mettant en exergue le manque de formation adaptée du personnel, la baisse de contact humain ou le danger sur l’emploi que pouvaient représenter ces caisses.
L'université de Berne en suisse, à la demande du syndicat Unia, a réalisé une étude en partant de la perspective du personnel. Le premier aspect négatif relevé par les caissiers était la dégradation de la figure du caissier, celui-ci semblant faire figure de fantôme aux côtés des caisses en libre-service. Le second était l’augmentation du stress, le caissier ayant à sa charge de contrôler plusieurs caisses et de gérer plusieurs tâches en parallèle. Le dernier était la dévalorisation du métier, les places et les formations se réduisant, créant de l’inquiétude face à l’avenir.

### De la prochaine étape?
Cette thématique de l'automatisation qu'Amazon se propose de finaliser en supprimant les caisses, fait également écho aux travaux du chercheur et sociologue italien Antonio Casilli. Celui-ci propose en 2020 une déconstruction des mythes et fantasmes inhérents en particulier aux processus d'automatisation. À rebours de certaines idées reçues, il souligne notamment que « l’omniprésence des distributeurs automatiques de billets n’a pas fait baisser le nombre de caissiers, parce qu’une expansion économique du secteur » bancaire « a stabilisé les emplois ».

## Augmentation des vols
En Angleterre, les caisses en libre-service  ont fait l’objet de plusieurs études, notamment sur les tendances à l’augmentation des vols dans les magasins. Les enquêtes sur les infractions commerciales du Ministère de l’Intérieur Britannique ont compté dès 2014 une section réservée aux caisses en libre-service. D’après ces enquêtes, les supermarchés pourvus de caisses en libre-service seraient beaucoup plus exposés aux vols (86 % contre 52 % en magasins pourvus de caisses traditionnelles),. Il est encore difficile à ce jour de tirer une conclusion définitive sur les vols aux caisses en libre-service, mais il semble admis que ces dernières aient conduit à l'émergence de nouvelles techniques de vol, et inspiré certains clients qui n’auraient pas risqué jusqu’ici de voler lors de passages en caisses traditionnelles.
En 2013, une étude Australienne a examiné les principaux articles volés et les justifications apportées par les auteurs des vols.
| Administrateurs de l'enquête           | Date | Nombres de participants | Proportion de clients admettant avoir volé | Articles volés                                                                                             | Principales raisons |
| -------------------------------------- | ---- | ----------------------- | ------------------------------------------ | --- | --- |
| VoucherCodesPro.co.uk[réf. nécessaire] | 2013 | 2 634                   | 19 %                                       | Fruits et légumes (67 %) Boulangerie (41 %) Pâtisseries et confiseries (32 %) Produits de toilettes (26 %) | Le code barre ne se scannait pas (57 %) Moins probable de se faire attraper que lors du passage en caisses traditionnelles (51 %) La machine est trop simple à duper (47 %) Pas assez d'argent (32 %) Vols involontaires (6 %) |
| Watchmywallet.co.uk[réf. nécessaire]   | 2013 | 4 952                   | 30 %                                       | Fruits et légumes Salades en boite                                                                         | Non spécifié, mais agacement général avec la machine mentionné |

Une autre étude a porté sur les motivations et le mode opératoire. Il est notable que certains clients aient justifié leurs actions par un mécontentement à l’usage de ces machines.
| Mode opératoire          | Motivation | Caractéristique |
| ------------------------ | --- | --- |
| Accidentel               | Le client paie un montant qui n'est pas correct pour les articles sans s'en rendre compte et quitte le magasin. Le vol est involontaire.                              | Le vol d'article est ici involontaire et le client ne remarque pas toujours l'erreur qu'il a commise. |
| Remplacement             | Le client paie un prix différent que celui de l'article choisi. | Le client paie l'article mais à un prix réduit. Il réussit cela en échangeant les étiquettes entre les articles, en introduisant sur la machine un nombre total réduit du même article, en sélectionnant un article différent sur l'écran de la machine ou encore en trompant les balances lors de la pesée. De telles actions sont souvent considérées par les fraudeurs comme de la tricherie et non du vol. |
| Compensation             | Le client compense le fait de devoir se servir seul et/ou estime avoir le droit en raison de la réduction du nombre d'employés et à l'enrichissement des entreprises. | Le client commet le vol car il estime qu'il est en droit de recevoir une compensation pour avoir utilisé les caisses en libre-service et ainsi s'être servi lui-même. De plus, certains clients voient les caisses en libre-service comme raisons de la baisse d'emploi et de l'enrichissement des entreprises, qui les motivent à de telles actions.                                                          |
| Agacement et frustration | Le client rencontre des difficultés quant à l'usage de la caisse en libre-service.                                                                                    | Ce cas de figure est très similaire à celui de la compensation, à la différence que le client n'avait pas de volonté de vol avant de rencontrer les problèmes à la machine. |

Une autre enquête réalisée par Viewsbank, une communauté en ligne anglaise qui permet de participer à des enquêtes dans différents domaines, a montré les principaux éléments qui agaçaient les clients et qui pourraient expliquer les vols d'articles.
| Problèmes les plus ennuyeux                        | Proportion de clients agacés |
| -------------------------------------------------- | ---------------------------- |
| Article inconnu dans la zone d'ensachage           | 83 %                         |
| Lente réponse des employés                         | 73 %                         |
| Autres problèmes nécessitant l'aide des employés   | 61 %                         |
| Code-barre non lisible                             | 60 %                         |
| Mauvais prix                                       | 52 %                         |
| Client précédent lent ou ne sachant pas quoi faire | 51 %                         |
| Problèmes avec les sacs                            | 47 %                         |
| Caisse hors-service                                | 45 %                         |
| Problèmes avec les méthodes de paiement            | 45 %                         |

## Contexte par pays

### En France
En France, la recherche de la productivité par les distributeurs est freinée par le besoin de contacts humains des clients. Ces dispositifs de caisse en libre-service sont principalement utilisés dans le secteur de la grande distribution. En 2019, ils sont installés dans 57 % des magasins. Pourtant, seuls 18 % des clients les utilisent.
Le dossier est d'importance car, en 2019, 271 000 caissiers (ou hôtesses et hôtes de caisse) sont recensés en France. Ils représentent environ 25 % de l’effectif de la grande distribution alimentaire. La profession est essentiellement féminine.
Les inquiétudes montent, depuis 2007, sur l'avenir de l'emploi des caissières et caissiers. La multiplication des caisses en libre-service  et plus loin l'automatisation des services risquent de conduire à la suppression à terme d'une grande partie des emplois de la distribution

### En Suisse
Depuis quelques années, les caisses en libre-service occupent en Suisse une place importante dans le domaine de la grande distribution. Une étude de la Radio Télévision Suisse (RTS) de 2018 a montré qu’à eux seuls, « Coop et Migros seraient équipés (…) de plus de 4 000 caisses en libre-service  (…), qui généreraient entre 20 et 40 % de leur chiffre d'affaires ».
Ce genre d’appareil a été adopté par une majorité de la population suisse. Il a été montré que 60 % des consommateurs utilisaient déjà des appareils numériques pour leurs achats.
Une autre étude sur plusieurs commerces de détail de la ville de Zurich a montré que la répartition des utilisateurs du libre scannage et en fonction de leur âge, se distribuait comme suit : 35 % avaient entre 25 et 34 ans, suivis des 35-44 ans (27 %), puis des 18-24 ans (22 %).

### États-Unis
Les conséquences de ce changement en profondeur du marché du travail sur la balance du nombre d’emplois, par le déploiement des caisses en libre-service avant la phase à venir du magasin complètement automatisé, sont sujettes à débat. Selon les statistiques du gouvernement américain, la population active aux États-Unis compte 3,4 millions de caissiers et caissières, 